# San Pier d'Isonzo
San Pier d'Isonzo es una localidad y comune italiana de la provincia de Gorizia, región de Friuli-Venecia Julia, con 1.951 habitantes.

## Evolución demográfica
| Gráfica de evolución demográfica de San Pier d'Isonzo entre 1861 y 2001 |
|                                                                         |
| Fuente ISTAT - elaboración gráfica de Wikipedia                         |